# Margit Tirkkonen
Margareta Elisabet (Margit) Tirkkonen, född 11 maj 1914 i Helsingfors, död 11 mars 1988 i Skarpnäcks församling, Stockholm, var en finsk-svensk danskonstnärinna och skådespelare. Hon var gift med skådespelaren Adolf Jahr 1937–1943 och senare omgift Engström 1944–1951. Tirkkonen är begravd i minneslunden på Skogskyrkogården.

## Filmografi
- 1929 – Våra gossar
- 1933 – Våra gossar till sjöss
- 1936 – Annonsera!
- 1938 – Adolf klarar skivan
- 1938 – Bara en trumpetare
- 1952 – Kronans glada gossar

### Fotnoter
1. ↑  ”Margit Tirkkonen”. Svensk Filmdatabas. http://sfi.se/sv/svensk-filmdatabas/Item/?type=PERSON&itemid=220663&ref=%2ftemplates%2fSwedishFilmSearchResult.aspx%3fid%3d1225%26epslanguage%3dsv%26searchword%3dmargit+tirkkonen%26type%3dPerson%26match%3dBegin%26page%3d1%26prom%3dFalse. Läst 9 februari 2013.